# Voitures Ultramobile
Voitures Ultramobile war ein französischer Hersteller von Automobilen.

## Unternehmensgeschichte
Das Unternehmen aus Paris begann 1908 mit der Produktion von Automobilen. Der Markenname lautete Ultramobile. Im gleichen Jahr endete die Produktion bereits wieder. Es gab keine Verbindung zur Deutschen Ultramobilgesellschaft. Die Verbindungen zu Oldsmobile und dem Oldsmobile Curved Dash sind unklar; die Konstruktionsmerkmale sind verschieden.

## Fahrzeuge
Das einzige Modell war der 6/12 CV. Für den Antrieb sorgte ein Vierzylindermotor. Der Motor war vorne im Fahrzeug montiert und trieb über eine Kardanwelle die Hinterachse an. Die Karosserien boten, abhängig vom gewählten Radstand, Platz für zwei oder vier Personen.